# Теке (мыс)
Теке (Текке-Бурну, тур. Tekke Burnu) — мыс в Турции, на северном (европейском) берегу пролива Дарданеллы, у западного входа в пролив из Эгейского моря, западная оконечность Галлипольского полуострова, напротив острова Гёкчеада. Наивысшая точка — гора Каратепе высотой 38 м над уровнем моря.
Является самым западным из трёх мысов на участке длиной 2 км. К юго-востоку расположен мыс Геллес (Мехметчик), в 1 км к востоку от мыса Геллес у мыса Кале, который  венецианцы называли Капо-Греко (итал. Capo Greco — «греческий мыс»), расположена деревня Седдюльбахир с руинами крепости.

## История
Отождествляется с античным мысом Мастусия (др.-греч. Μαστουσία ἄκρα, лат. Mastusia, Mastusium Promontory). По преданию, переданному Филархом, царь Элеунта Демофонт приносил по жребию в жертву дочерей граждан, исключая из жеребьёвки своих дочерей. Некий Мастусий, гражданин знатного рода отказался при таких условиях решать жребием судьбу дочери. Разгневанный царь принёс в жертву дочь Мастусия. Мастусий убил царских дочерей и, смешав их кровь с вином, дал чашу царю. Мастусия с чашей бросили в море, которое стали называть Мастусийским (Mastusium mare).
Во время Дарданелльской операции Первой мировой войны на мысе находилась береговая батарея: 4 120-мм гаубицы. 3 ноября 1914 года батареи на мысах Теке и Геллес и в Седдюльбахире бомбардировали британские крейсера Indefatigable и Indomitable под командованием адмирала Сэквилла Кардена. 14 февраля 1915 года англо-французская эскадра под командованием адмирала Кардена снова обстреляла береговые батареи с малым эффектом. 18 марта англо-французская эскадра под командованием адмирала Робека снова обстреляла батареи. 25 апреля 1915 года состоялась высадка на мысе Геллес. Между мысами Теке и Геллес находилась зона высадки «Пляж W». Пляж длиной 300 м и шириной 14—35 м полого поднимается вверх. Севернее мыса Теке находилась зона высадки «Пляж X». Десант столкнулся с ожесточённым сопротивлением турок и понёс огромные потери. К востоку от мыса находится кладбище на месте высадки Ланкаширского десанта.